# Berthold I. von Schwarzenburg
Berthold I. von Schwarzenburg († vor 1104) war der Sohn des Domvogtes Friedrich I. von Regensburg und der Irmingard von Gilching.
Durch seine erste Ehe mit der Tochter des Grafen Heinrich von Schwarzenburg, der 1048/69 Vogt von Regensburg und St. Emmeram war, erwarb er dessen Namen und Erbe. In zweiter Ehe war er mit Richgard/Richardis von Spanheim († um 1112/1130) verheiratet, der Tochter des Markgrafen Engelbert I.

## Kinder
- Erste Ehe:
  - Heinrich (um 1140), ⚭ Adelheid
  - Babo von Rötz († um 1130)

- Zweite Ehe
  - Engelbert († nach 1125)
  - Friedrich I. von Schwarzenburg († 1131), Erzbischof von Köln
  - Liutgard, ⚭ Hohold I. von Wolnzach-Neunburg